# غوستاف هيرتزبيرغ
غوستاف هيرتزبيرغ (بالألمانية: Gustav Hertzberg)‏ هو مؤرخ وأستاذ جامعي ألماني، ولد في 19 يناير 1826 في هاله في ألمانيا، وتوفي بنفس المكان في 16 نوفمبر 1907.